# Hyena (vlinder)
De hyena (Cosmia trapezina) is een vlinder uit de familie van de uilen (Noctuidae). De spanwijdte bedraagt tussen de 25 en 33 millimeter.
Het bijzondere van deze vlinder is dat hij niet zoals de meeste uilen in rust zijn vleugels opvouwt, maar hij houdt ze gespreid, bijna zoals een spanner.
Ze worden wel gezien op de gele vlinderstruik en de Koreaanse munt.
De rupsen van de hyena doen deze naam eer aan; het zijn namelijk geen vegetariërs, maar ze leven van andere rupsen, bij voorkeur van de bladrollerrupsen.
De vliegtijd van deze vlinder, die voorkomt in heel Europa, loopt van juli tot en met september.